# پیانوی دستکاری‌شده

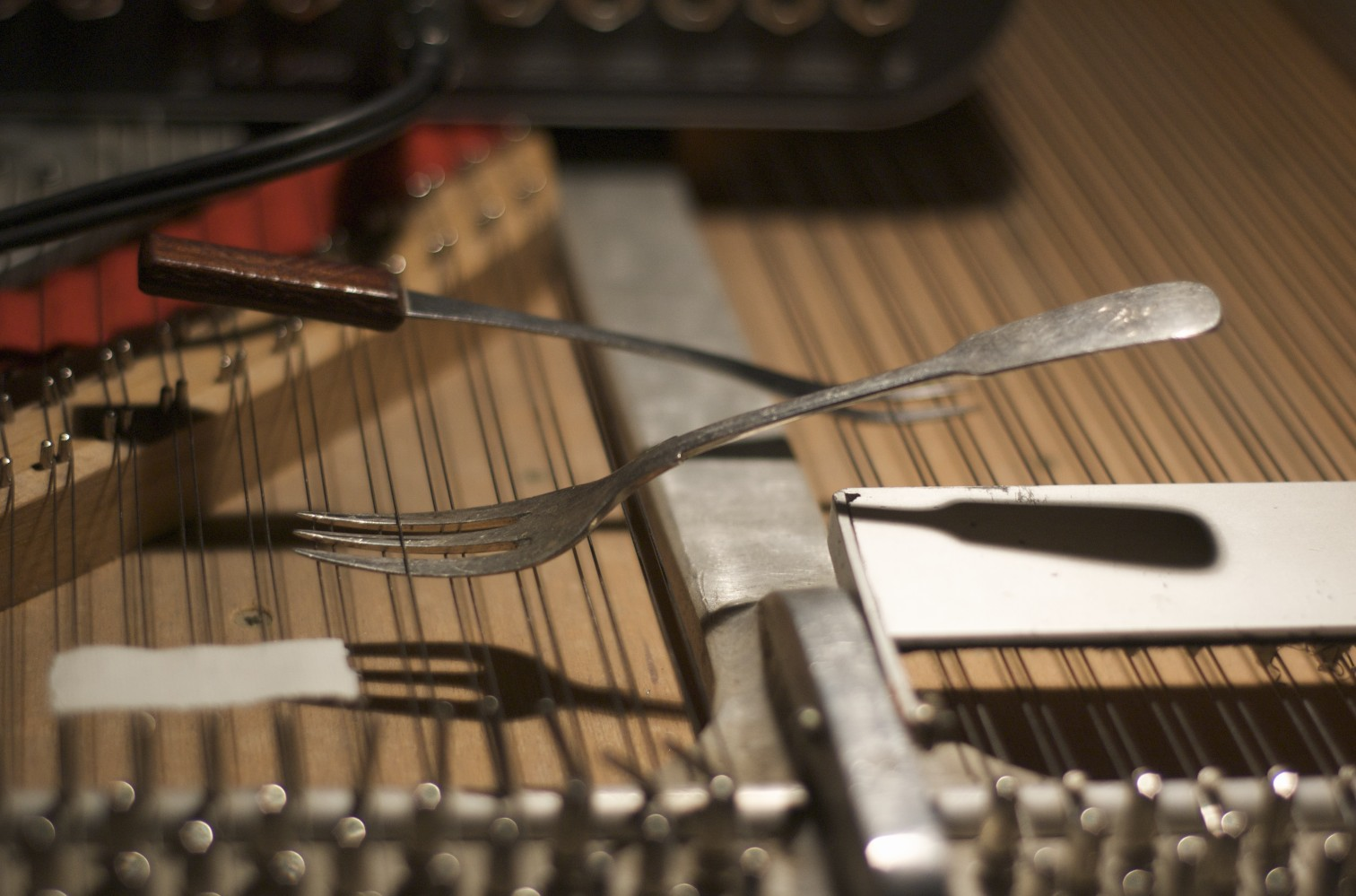
نمونه‌ای از پیانو دستکاری شده با قرار دادن کارد و چنگال در بین سیم‌ها

پیانو دستکاری‌شده پیانویی است که صدایش با قرار دادن اشیائی در داخل آن (معمولاً بین یا روی سیم‌ها) دگرگون شده‌است. این دگرگونی صدا با توجه به نیاز آهنگساز یا نوازنده می‌تواند متفاوت باشد و شیئ‌های گوناگونی مانند گیره، چنگال، پارچه و ... برای این منظور استفاده می‌شود.
دستکاری کردن تنها محدود به پیانو نمی‌شود و در سازهایی مانند گیتار و چنگ نیز انجام می‌شود.

## آثار
چند اثر که در آن‌ها از پیانو دستکاری‌شده استفاده شده است:
- تابولا راساً اثر آروو پارت
- ترانه همه میهمانی‌های فردا که جان کیل در آن پیانو را با گیره کاغذ دستکاری کرده‌است.